# Just Kids (Patti Smith)
Just Kids (titre original : Just Kids) est un livre écrit par l'artiste Patti Smith, sorti en 2010. Il retrace sa carrière et surtout celle de son ami Robert Mapplethorpe, photographe. Leur amitié et leur liaison, qui durera de 1967 à 1969, y est décrite avec émotion et tact. Le début du livre présente deux jeunes gens amoureux et surtout amoureux de l'art en pleine découverte d'eux-mêmes et de leurs limites, installés au Chelsea Hotel de New York où ils rencontrent Janis Joplin, Allen Ginsberg, Sam Shepard ou Tom Verlaine, et dont le seul mot d'ordre est la liberté.
Elle envisage d'écrire une suite à ce livre, plus centrée sur sa musique, sa famille et son mari Fred « Sonic » Smith.

## Critiques et récompenses
L'ouvrage a obtenu le National Book Award for Nonfiction en 2010. Il a été dans le top 10 des meilleurs livres du Publishers Weekly, de l'ALA Notable Lists, finaliste du Los Angeles Times Book Prize, de la New York Times Best Seller list et du National Book Critics Circle Award. Il a aussi fait l'objet d'émissions radiophoniques, sur Fresh Air, où Patti Smith a été interviewée par Terry Gross. Il a été « livre de la semaine » sur BBC Radio 4.
Just Kids a aussi reçu en France, le prix du livre rock 2010.

## Traductions
Ce livre a été traduit :
- en français par Héloïse Esquié, paru aux éditions Denoël en 2010 et en 2013 dans la collection Folio
- en allemand par Clara Drechsler et Harald Hellmann, paru chez Kiepenheuer & Witsch Gmbh en 2010.